# Liste der Baudenkmale in Kurow
Die Liste der Baudenkmale in Kurow umfasst alle vom New Zealand Historic Places Trust (NZHPT) als „Historic Place“ oder „Historic Area“ eingestuften Baudenkmale und Flächendenkmale der neuseeländischen Ortschaft Kurow. Die Angaben stammen aus dem Register des NZHPT. Die Bezeichnungen der Baudenkmale orientieren sich an diesem Register. In die Liste werden auch bekannte Wahi Tapu (Area), kulturell und religiös bedeutsame Stätten und Gebiete der Māori, aufgenommen. Sie werden jedoch meist nicht publiziert.

| Bild           | Bezeichnung                        | Ort                    | Anschrift                                            | Beschreibung                         | Bauzeit         | Eintrag            | Nummer | Kat. |
| -------------- | ---------------------------------- | ---------------------- | ---------------------------------------------------- | ------------------------------------ | --------------- | ------------------ | ------ | ---- |
| BW             | Hakataramea Station Woolshed       | Kurow                  | Hakataramea Valley Road Karte                        | Schafschur-Schuppen einer Farm       | 1868            | 2. April 1985      | 0318   | 1    |
| weitere Bilder | St Alban's Chapel and Vicarage     | Kurow                  | SH 83 Karte                                          | anglikanische Kirche                 | 1892–1894 (ca.) | 20. Februar 1992   | 2435   | 1    |
| weitere Bilder | School (Former)                    | Kurow                  | 10-12 Gordon Street Karte                            | Schule, ehemalige                    | n.a.            | 25. September 1986 | 4891   | 2    |
| weitere Bilder | Kurow Hotel                        | Kurow                  | 53-55 Bledisloe Street Karte                         | Hotel                                | n.a.            | 25. September 1886 | 4893   | 2    |
| weitere Bilder | Mrs Campbell’s Building            | Kurow                  | 30 Bledisloe Street Karte                            | Laden                                | n.a.            | 25. September 1986 | 4894   | 2    |
| weitere Bilder | Kurow Museum                       | Kurow                  | 57 Bledisloe Street Karte                            | heute Museum und Informationszentrum | n.a.            | 25. September 1986 | 4895   | 2    |
| weitere Bilder | Stone Store (Behind Waitaki Hotel) | 37-39 Bledisloe Street | Kurow Karte                                          | Lagerhaus                            | n.a.            | 25. September 1986 | 4897   | 2    |
| weitere Bilder | Thiele Store                       | Kurow                  | 61 Bledisloe Street Karte                            | Laden                                | n.a.            | 25. September 1986 | 4898   | 2    |
| BW             | St Alban's Stables                 | Kurow                  | SH 83 Karte                                          | Stallungen                           | n.a.            | 23. Juni 1983      | 5442   | 2    |
| BW             | Western Hotel (Former)             | Kurow                  | 5469 Kurow-Duntroon Highway (State Highway 83) Karte | Hotel, ehemaliges                    | 1861            | 6. September 1996  | 7325   | 2    |